# تودورووتسه
تودورووتسه (به صربی: Todorovce) یک منطقهٔ مسکونی در صربستان است که در لسکواس واقع شده‌است. تودورووتسه ۵۲۱ نفر جمعیت دارد و ۲۸۰ متر بالاتر از سطح دریا واقع شده‌است.